# Karin Mack
Karin Mack (Viena, Àustria, 1940) és una fotògrafa austríaca.
A principis de la dècada de 1970, va començar a preguntar-se per la seva situació vital i a examinar la imatge que tenia d'ella mateixa; aquesta recerca per identificar l'essència única i singular —i, no obstant això, de múltiples facetes— del seu jo es va convertir en el centre de la seva investigació fotogràfica. No sense ironia, Mack feia al·lusió als estereotips de la vida burgesa, transferint-los a la seva imaginativa i particular iconografia.

## Obres destacades
Bügeltraum (Somni de planxar, 1975) és el malson d'una mestressa de casa com cal quan la feina anodina de tenir cura de la roba es converteix en un ritual de sacrifici: la post de planxar esdevé un fèretre sobre el qual veiem la planxadora amb els peus descalços que apunten al més enllà, en una composició surrealment bella i velada per l'ombra del seu dolor.
Zerstörung einer Illusion (Demolició d'una il·lusió, 1975) juga amb la construcció de la idíl·lica harmonia en la fotografia publicitària; l'aspecte impecable i feliç d'una dona que té un pot de melmelada a les mans s'esquerda quan l'artista l'ataca, el deconstrueix i, finalment, l'esborra. La mort de la imatge i la destrucció de la fotografia són alhora el final d'una il·lusió i un acte d'alliberament.